# Dachsberger See
Der Dachsberger See ist ein Steinbruch-Restsee am Dachsberg im Stadtgebiet von Bad Honnef im nordrhein-westfälischen Rhein-Sieg-Kreis.

## Lage und Beschreibung
Der zuflusslose See liegt auf 329 m ü. NHN am oberen Nordostabhang des Dachsberg in der Grube eines von der Mitte des 19. Jahrhunderts bis 1968 betriebenen Steinbruchs, dessen Abbau auf den lokalen Säulenbasalt ging. Die benachbarten Orte sind im Honnefer Stadtbezirk Aegidienberg der Ortsteil Orscheid im Nordwesten und der Ortsteil Wülscheid im Norden sowie die Ortsgemeinde Windhagen im rheinland-pfälzischen Landkreis Neuwied im Südosten. Berg und See gehören naturräumlich zur Asbacher Hochfläche im Niederwesterwald.
Der etwa 1,2 ha große See erstreckt sich etwa 200 Meter von Nordwest nach Südost und ist quer dazu bis zu 100 Meter breit. Wegen seiner Lage wenig unter der Spitze des Dachsbergs ist das Einzugsgebiet nur etwa 4 ha groß. Außer am Nordwestende, wo ein Wirtschaftsweg bis ans Ufer führt, ist die Steinbruchgrube rundum steil eingetieft, um sie herum steht weithin Bergwald. Über der nordöstlichen Steinbruchwand zieht nahe der Förster-Wermers-Weg vorbei.
Offenen Abfluss gibt es keinen. Der unterirdische gelangt südostwärts zum Wied-Zufluss Pfaffenbach oder nordwärts über den Quirrenbach zum Sieg-Zufluss Pleisbach.
Der See ist öffentlich zugänglich und wird auch als Badesee genutzt. Seit 1979 wird er vom Angelsportverein Bad Honnef bewirtschaftet.